# Chef du Parti travailliste (Irlande)
Le chef du Parti travailliste (anglais : Leader of the Labour Party,irlandais : Ceannaire Pháirtí an Lucht Oibre) est le plus haut responsable politique du Parti travailliste en Irlande. Depuis le 24 mars 2022, Ivana Bacik occupe ce poste depuis la démission d'Alan Kelly à la tête du parti.
Lors d'un réexamen des procédures à la conférence du parti en 2017, le poste de leader adjoint a été supprimé après une année de vacance, et la nomination et le détachement de nouveaux candidats à la direction ont été étendus aux sénateurs, aux députés européens et aux députés.

## Chefs
| Nom                 | Photo | Circonscription      | Mandat           | Mandat           | Office(s)                                                                                   |
| ------------------- | ----- | -------------------- | ---------------- | ---------------- | ------------------------------------------------------------------------------------------- |
| Thomas Johnson      |       | Dublin County        | 1917             | 1927             |                                                                                             |
| Thomas J. O'Connell |       | Mayo South           | 1927             | 1932             |                                                                                             |
| William Norton      |       | Kildare              | 1932             | 2 mars 1960      | Tánaiste Ministre de la Protection sociale Ministre de l'Industrie et du Commerce           |
| Brendan Corish      |       | Wexford              | 2 mars 1960      | 26 juin 1977     | Tánaiste Ministre de la Santé Ministre de la Protection sociale                             |
| Frank Cluskey       |       | Dublin South-Central | 1 juillet 1977   | 12 juin 1981     |                                                                                             |
| Michael O'Leary     |       | Dublin North-Central | 17 juin 1981     | 1 novembre 1982  | Tánaiste Ministre de l'Énergie                                                              |
| Dick Spring         |       | Kerry North          | 1 novembre 1982  | 13 novembre 1997 | Tánaiste Ministre de l'Environnement Ministre de l'Énergie Ministre des Affaires étrangères |
| Ruairi Quinn        |       | Dublin South-East    | 13 novembre 1997 | 25 octobre 2002  |                                                                                             |
| Pat Rabbitte        |       | Dublin South-West    | 25 octobre 2002  | 6 septembre 2007 |                                                                                             |
| Eamon Gilmore       |       | Dún Laoghaire        | 6 septembre 2007 | 4 juillet 2014   | Tánaiste Ministre des Affaires étrangères                                                   |
| Joan Burton         |       | Dublin West          | 4 juillet 2014   | 20 mai 2016      | Tánaiste Ministre de la Protection sociale                                                  |
| Brendan Howlin      |       | Wexford              | 20 mai 2016      | 3 avril 2020     |                                                                                             |
| Alan Kelly          |       | Tipperary            | 3 avril 2020     | 22 mars 2022     |                                                                                             |
| Ivana Bacik         |       | Dublin Bay South     | 22 mars 2022     | En fonction      |                                                                                             |

## Adjoint
| Nom            | Photo          | Circonscription   | Mandat           | Mandat           | Office(s)                                                                                   |  |
| -------------- | -------------- | ----------------- | ---------------- | ---------------- | ------------------------------------------------------------------------------------------- |  |
| Barry Desmond  |                | Dún Laoghaire     | 22 février 1982  | juillet 1989     | Porte-parole des Finances Ministre de la Protection sociale Ministre de la Santé            |  |
| Ruairi Quinn   |                | Dublin South-East | juillet 1989     | 13 novembre 1997 | Porte-parole de l'Environment Ministre des Entreprises et de l'Emploi Ministre des Finances |  |
| Brendan Howlin |                | Wexford           | 13 novembre 1997 | 25 octobre 2002  | Porte-parole de la Justice Porte-parole des Finances                                        |  |
| Liz McManus    |                | Wicklow           | 25 octobre 2002  | 4 octobre 2007   | Porte-parole de la Santé Porte-parole de la Communications, Energie et Ressources           |  |
| Joan Burton    |                | Dublin West       | 4 octobre 2007   | 4 juillet 2014   | Porte-parole des Finances Ministre de la Protection sociale                                 |  |
| Alan Kelly     |                | Tipperary North   | 4 juillet 2014   | 20 mai 2016      | Secrétaire d'État pour les Transports publics et communautaires Ministre de l'Environnement |  |
| Poste vacant   | Poste vacant   | Poste vacant      | 20 mai 2016      | 20 mai 2016      |                                                                                             |  |
| Poste supprimé | Poste supprimé | Poste supprimé    | avril 2017       | avril 2017       |                                                                                             |  |